# Esdra Alhasid
Esdra Alhasid sau Ezra Alhasid (n. 5 februarie 1912, Silistra - d. octombrie 2005, București) a fost un traducător și scriitor evreu român, hispanist, care a îndeplinit în ultimii săi ani de viață funcția de președinte al micii comunități spaniole rămase în București.
Esdra Alhasid s-a născut într-o familie de evrei de rit spaniol, vorbitori ai limbii iudeo-spaniole, judezmo (sau ladino), originari din Edirne (Adrianopol), Turcia europeană.  El a copilărit la Silistra, unde a învățat să vorbească, în afară de ladino și româna, pe atunci limba oficială a regiunii, și turca și bulgara.
La 17 ani s-a stabilit la București, unde locuia o soră a sa. A urmat studii economice și a lucrat în timpul regimului comunist la Editura muzicală.
S-a căsătorit cu sora Amaliei Ruckenstein, viitoarea soție a șef-rabinului Moses Rosen, cu care a avut un fiu, Ramon.
Alhasid s-a distins prin contribuția sa la difuzarea literaturii și culturii spaniole și latino-americane în România, printr-un mare număr de traduceri de cărți de beletristică și de non-ficțiune, între care biografii de muzicieni, eseuri, cărți de istorie. A tradus lucrări și în domeniul culturii și istoriei evreilor de rit spaniol.   
Alhasid a fost membru al Uniunii Scriitorilor din România.

## Premii și distincții
- 5 ianuarie 1987 - Ordinul Meritul civic al Spaniei, cu gradul de ofițer - conferit de regele Juan Carlos I

## Traduceri
- Beletristică:

Martinez Estrada, Jorge Luis Borges, Gabriel Garcia Marquez, Alejo Carpentier, Vicente Blasco Ibanez („Cei patru cavaleri ai Apocalipsului” 1979, 1992, „Rafael și Maria”, 1979, „Gabriel Luna” 1989,  „Catedrala” 1993), José Ortega y Gasset, Fernando Alegria („Caballo de copas” - „Campionul” 1992), Mariano Azuelo (Mexic) („Cei din vale”, 1969), Clarin („Unicul său fiu”, 1993) etc.
- Cărți non-ficțiune
  - Juan Antonio Cabezas „Bolivia, gloria și drama sa”, 1973;
  - Ezequiel Martinez Estrada (Argentina) („Radiografia pampei” vol. 1-2, BPT, 1976;
  - Gregorio Marañon, „El Greco și Toledo”, Editura Meridiane, Biblioteca de artă, 1977;
  - „Filosofie spaniolă în texte: Evul mediu, Renașterea”, (cu studii introductive și note de Gheorghe Vlăduțescu) 1991;
  - Francisco Morales Padrón, „Istoria descoperirii și cuceririi Americii”, 1979; „America în romanele ei: studiu de istorie literară și sociologie”, BPT, 1994; „Cristofor Columb, amiralul Mării Ocean”, Editura Enciclopedică, 1991;
  - Felipe Torroba Bernaldo de Quirós, „Evreii spanioli”, Editura Hasefer, 2004;
  - Antonio Fernandez-Cid („Granados, 1970), Angel Sagardia (Albéniz, 1971, „Pablo Sarasate”, 1977, „Viața și opera lui Manuel de Falla”, 1987), Alejo Carpentier („Muzică și ritmuri cubaneze” 1984, „Întâlniri cu muzica” 1991), Fernando Castán Palomar („Adelina Patti, Glorie și amărăciune 1980).

## Articole
- Cimitirul evreiesc spaniol din București (Le cimetière juif sefardi de Bucarest). In: BCMA, 1998, p.178-181.